# Kurta

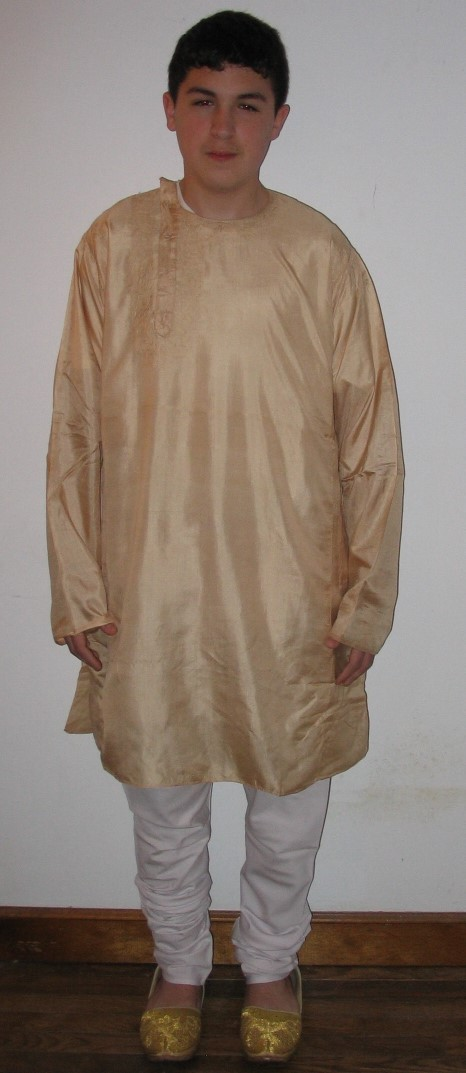

Kurta ( persană / urdu: کرتا;  Bengalisch: কুরতা; Hindi: कुरता) este o îmbrăcăminte din bumbac, mătase, muselină sau lână, care este răspândită în Asia de Sud (Bangladesh, India, Pakistan, Sri Lanka).
Este o cămașă fără guler, decupată și este purtată în principal de bărbați. La femei face parte, de obicei, din salwar kamiz, recent și în combinație cu blugi. Kurta este  în mod tradițional pana la lungimea genunchiului. Variantele mai scurte erau și sunt purtate și în Occident; au devenit populare cu cultura hippie. Kurta este fabricată dintr-o bucată de țesătură dreptunghiulară care este prelucrată fără prea multe deșeuri. Laturile kurtei, de 15 până la 30 de centimetri, nu sunt cusute împreună pentru a nu afecta libertatea de mișcare a purtătorului. În față, kurta este tăiată până la piept și de obicei poate fi cu nasturi sau legată în partea de sus. Mânecile cad direct la încheietura mâinii și nu se strâng. 
Festivele Kurta, în special, sunt bogat brodate ornamental în jurul deschiderii pe piept și pot fi, de asemenea, decorate cu pietre prețioase. 

## Literatură
- Emma Tarlo: Îmbrăcăminte: rochie și identitate în India . University of Chicago Press, Chicago 1996, ISBN 0-226-78976-4 .
- Vandana Bhandari: Costume, textile și bijuterii din India . Mercury Books, 2004, ISBN 1-904668-89-5 .